# 1014 Земфіра
1014 Земфіра (1014 Semphyra) — астероїд головного поясу, відкритий 29 січня 1924 року.
Тіссеранів параметр щодо Юпітера — 3,293.